# Günther von der Schulenburg-Hehlen

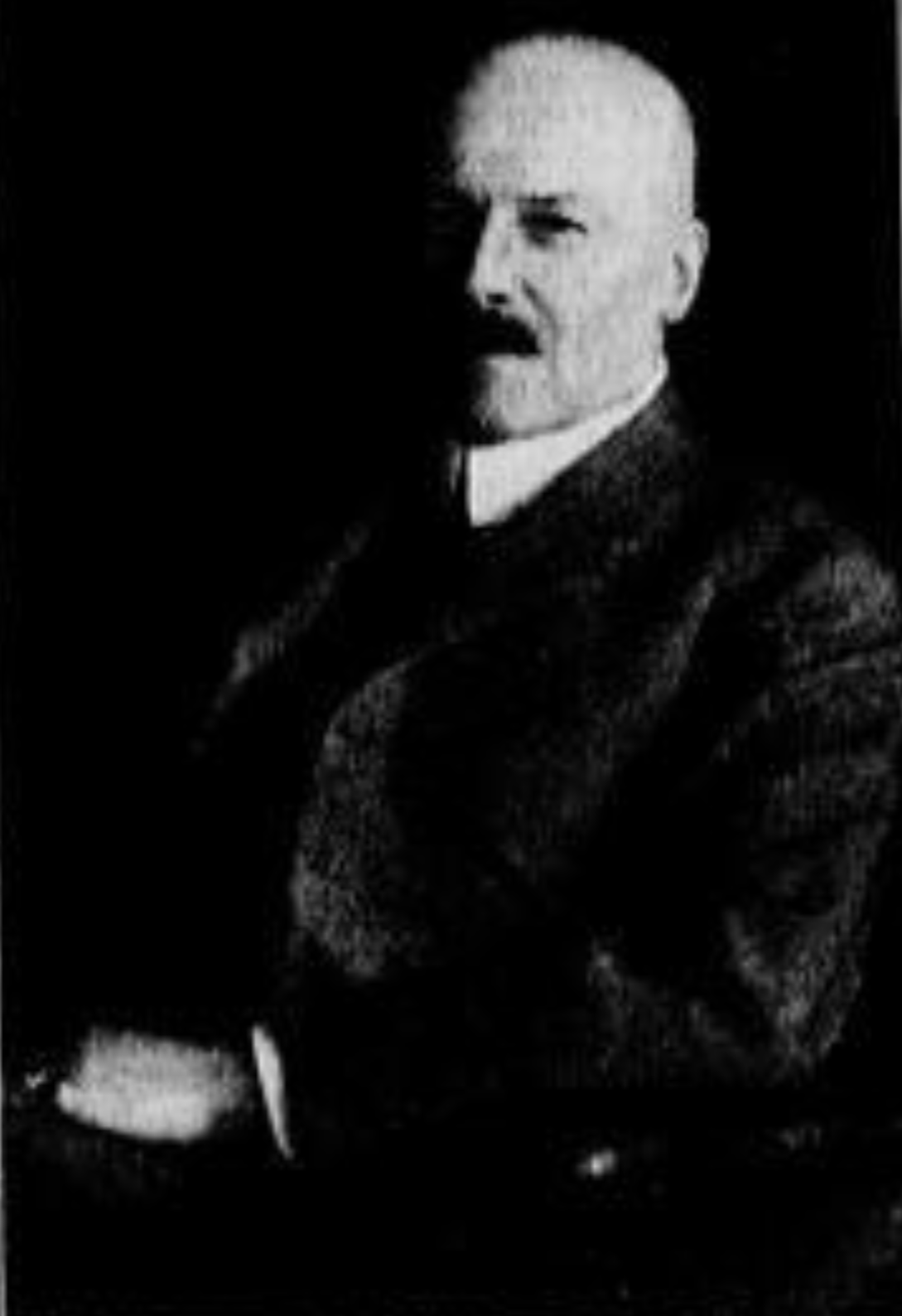
Günther von der Schulenburg-Hehlen

Günther Franz Werner Wilhelm Bodo Graf von der Schulenburg-Hehlen (* 21. April 1859 in Hehlen an der Weser; † 17. Mai 1935 in Dresden) war ein sächsischer Generalleutnant.

## Leben

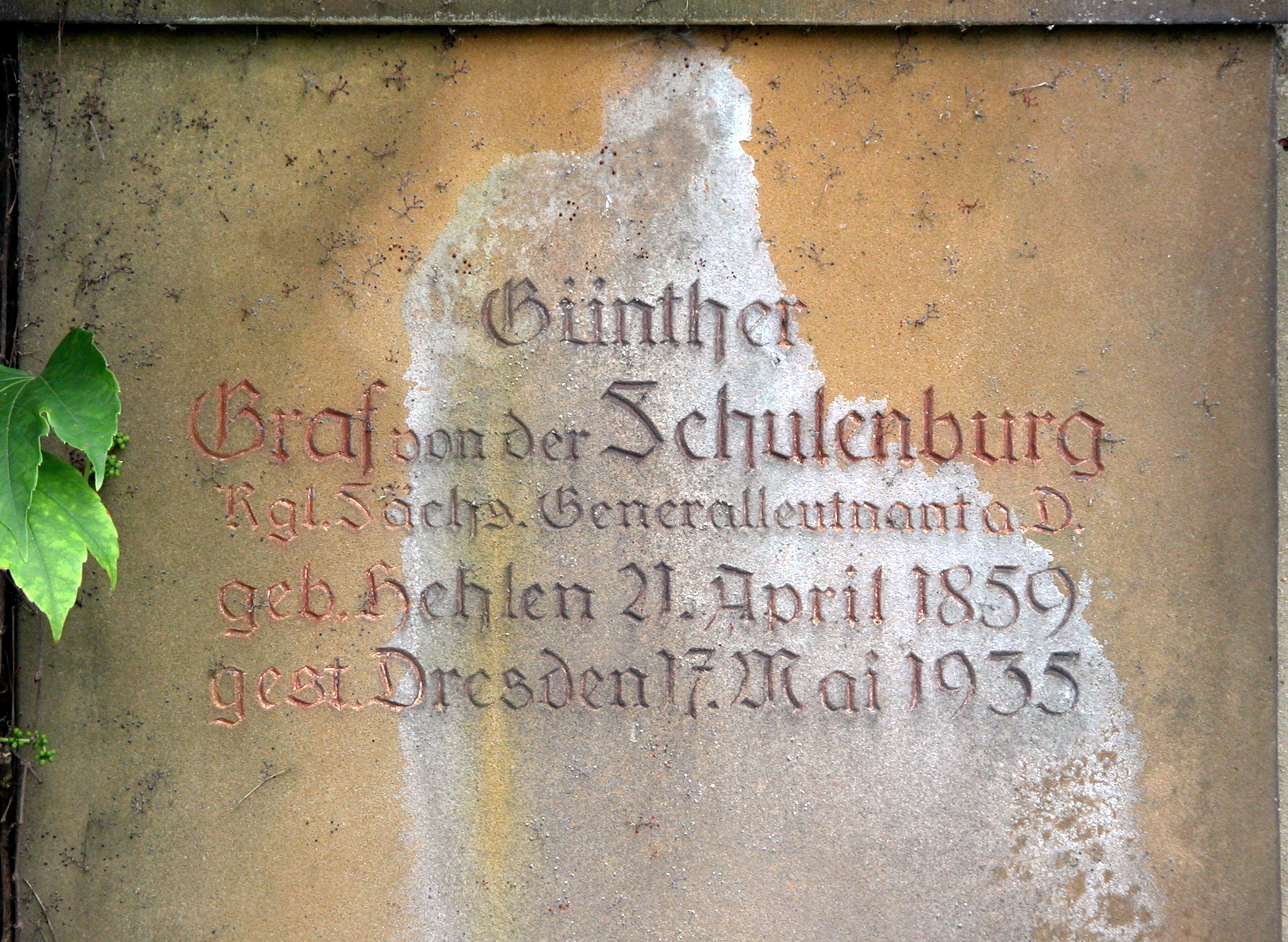
Grab Günther von der Schulenburg-Hehlen

Günther von der Schulenburg-Hehlen besuchte das Gymnasium in Celle und trat 1874 in den Kadettenkorps der sächsischen Armee ein und wurde nach langjähriger Erziehung am 1. April 1878 als Fähnrich dem Königlich Sächsischen 2. Husaren-Regiment Nr. 19 „Kronprinz Wilhelm des Deutschen Reiches und von Preußen“ überwiesen. Im dortigen Regiment erfolgte 1879 seine Beförderung zum Leutnant und 1886 die zum Oberleutnant. Nach dieser Beförderung diente er ab 1887 bis 1890 als Adjutant der 2. Kavallerie-Brigade Nr. 24 unter Generalmajor Hans von Nostitz-Drzewiecki verwendet. Am 24. Mai 1892 wurde er zum Rittmeister befördert und am 24. Juli desselben Jahres als Eskadronschef in das 1. Königlich Sächsische Husaren-Regiment „König Albert“ Nr. 18 abkommandiert. Im April 1899 wurde er mit dem Ritterkreuz I. Klasse des Albrechtsordens ausgezeichnet. Am 23. März 1901 wurde er unter Beförderung zum Major zum etatsmäßigen Stabsoffizier beim Ulanen-Regiment (2. Königlich Sächsisches) Nr. 18 ernannt. Er wurde am 11. September 1903 zum Führer des Kombinierten Jäger-Detachement zu Pferde ernannt. Am 1. Oktober 1905 wurde von der Schulenburg-Hehlen zum Regimentskommandeur des neuerrichteten 3. Ulanen-Regiment Nr. 21 „Kaiser Wilhelm II., König von Preußen“ ernannt, welches aus dem Kombinierten Jäger-Detachement zu Pferde auf dem Truppenübungsplatz Zeithain errichtet wurde. Anlässlich der Ernennung von Kaiser Wilhelm II. zum Regimentschef wurde er mit weiteren Offizieren des Regiments ausgezeichnet, er selbst erhielt dabei den preußischen Kronen-Orden III. Klasse. Am 22. September 1906 erfolgte in dieser Eigenschaft seine Beförderung zum Oberstleutnant und am 23. März 1910 die zum Oberst. Am 1. Oktober desselben Jahres wurde er dann mit der Führung der 24. Kavallerie-Brigade in Leipzig beauftragt, wobei Major Hans Roßbach ihn als Regimentskommandeur ablöste. Am 22. Mai 1912 wurde er als Brigadekommandeur bestätigt. In seiner neuen Position wurde am 16. Juni 1913 zum Generalmajor befördert.
Nach Ausbruch des Ersten Weltkrieges wurde er unter Beförderung zum Generalleutnant zum ersten Kommandeur der 8. Kavallerie-Division ernannt und führte diese an die Westfront. Er wurde nachfolgend mit seiner Division an die Ostfront versetzt, wobei ein russischer Kavallerieangriff an der Warthe ihn zwang sich bis nach Kalinowa zurückzuziehen. Darauf wurde er zu den Offizieren von der Armee versetzt. Am 7. November 1914 wurde er zum Kommandanten von Lüttich ernannt und am 1. August 1916 zum Militärgouverneur der Provinz Lüttich. Aufgrund mangelnder Gesundheit wurde er unter Genehmigung seines Abschiedsgesuches am 30. September 1916 aus dem Heeresdienst verabschiedet.
Er starb im Mai 1935 und wurde in Dresden begraben.